# 米爾克里克鎮區 (堪薩斯州波旁縣)
米爾克里克鎮區（英語：Mill Creek Township）為位在美國堪薩斯州波旁縣的鎮區。2010年美国人口普查中該鎮區人口有523人。

## 地理
米爾克里克鎮區涵蓋面積136.33平方（52.64平方英里），境內無城市設立。

### 墓園
根據美國地質調查局的資料，此鎮區擁有2座墓園：
- 森特維爾墓園（Centerville Cemetery）
- 西普萊恩斯墓園（West Plains Cemetery）

### 溪流
通過此鎮區的溪流有：
- 哈尼溪（Honey Creek）
- 小米爾溪（Little Mill Creek）

## 人口統計
根據2010年美國人口普查，米爾克里克鎮區人口有523人，人口密度為3.83人/平方公里。此鎮區居民之種族有95.03%為白人；0.96%為非裔美洲人；0.38%為美洲原住民；0%為亞洲人；0%為太平洋島民；1.15%為其他種族；另外有2.49%為混血種族。而西班牙裔或拉丁裔美洲人佔此鎮區人口的2.1%。

## 外部連結
- City-Data.com （页面存档备份，存于）
- Bourbon County Maps: Current （页面存档备份，存于）, Historic Collection （页面存档备份，存于）